# Stephanorrhina julia
Stephanorrhina julia är en skalbaggsart som beskrevs av Waterhouse 1879. Stephanorrhina julia ingår i släktet Stephanorrhina och familjen Cetoniidae. Inga underarter finns listade i Catalogue of Life.